# Full Moon wo Sagashite
Full Moon wo Sagashite (яп. 満月(フルムーン)をさがして Фуру Му:н о Сагаситэ), также просто «Full Moon» — махо-сёдзё манга авторства Арины Танэмуры, рассказывающая о девочке, которая через год потеряет свой голос и умрёт, но пока есть время она старается осуществить свою мечту и стать певицей.
Манга выходила с 1 января 2002 по 1 июня 2004 в журнале Ribon, позже издательство Shueisha выпустило её в 7 томах-танкобонах. Манга официально считается законченной.
Студия Studio DEEN адаптировала мангу в виде аниме-сериала, состоящего из 52 серий по 24 минуты. Режиссёром выступил Като Тосиюки. Премьера аниме прошла с 6 апреля 2002 по 29 марта 2003 на японском телеканале TV Tokyo. Также во время выхода сериала была выпущена OVA-серия, которая длится 9 минут.

## Сюжет
Мечта двенадцатилетней Мицуки — стать профессиональной певицей. Ведь она пообещала своей первой любви Сакураи Эйти, что добьётся этого! Однако происходит несчастье, в горле Мицуки обнаруживается злокачественная опухоль, удаление которой почти наверняка означает потерю чудесного голоса.
После это к Мицуки являются два синигами — Такуто и Мэроко, которых она почему-то может видеть. Синигами сообщают девочке, что жить ей осталось не больше года. Но, вопреки всем ожиданиям Синигами, Мицуки не начинает плакать и жаловаться на свою судьбу. Она решает посвятить все оставшееся у неё время осуществлению своей мечты, и без лишних колебаний в тот же день идёт на прослушивание.
Синигами, тронутые поступком девочки, решают помочь ей. С помощью магии Такуто превращает Мицуки в совершенно здоровую шестнадцатилетнюю девушку, и Мицуки успешно проходит прослушивание. Так она становится певицей по имени Full Moon (с англ. — ««полная луна»»). Такой выбор обусловлен тем, что возлюбленный девочки, Эйти, хочет стать астрономом. Вторая причина — имя Мицуки в переводе с японского означает «полнолуние».
Перевоплощаясь в Полную Луну, Мицуки может забыть о болезни и свободно петь. Теперь у неё есть шанс стать известной певицей и сказать Эйти, с которым она потеряла связь после его отъезда в Америку, что любит его.

## Персонажи

### Люди
Мицуки Кояма (яп. 神山 満月 Ко:яма Мицуки, Full Moon (フルムーン)) — главная героиня. Мечтает стать поп-певицей, но не может реализовать свою мечту из-за развивающегося рака горла. Мицуки узнает, что она умрет, если не будет проведена операция по удалению опухоли. Тем не менее, девочка решительно отказывается от операции, поскольку при удалении опухоли могут быть задеты её голосовые связки и она больше никогда не сможет петь. Потеря голоса для Мицуки хуже, чем смерть, ведь она живёт, чтобы петь. Мицуки — сирота. До десяти лет она росла в приюте, а после её взяла к себе бабушка по маминой линии, очень строгая и консервативная дама. Бабушка любит Мицуки, но девочке с ней живется очень тяжело: госпожа Кояма замкнулась в себе после смерти дочери и почти не проявляет теплых чувств по отношению к внучке. Кроме того, бабушка Мицуки ненавидит все, что связано с музыкой, и запрещает девочке петь. В манге Мицуки осознает, что любит Эйти, сразу после его отъезда в Америку. Она хочет позвонить ему, чтобы сказать о своих чувствах, но узнает из новостей, что самолёт разбился, и видит имя Эйти в списке погибших. В аниме Мицуки узнает о смерти Эйти (на этот раз в автокатастрофе) гораздо позже, когда едет в Америку, чтобы разыскать его. Full Moon выпустила несколько песен, которые сразу же стали популярными хитами. В их число входят: «Myself», «Eternal Snow», «Smile Smile», «Love Chronicle». Песня «Love Chronicle» посвящена Такуто. Также Full Moon сделала несколько публичных выступлений и дала два концерта.В конце понимает свои истинные чувства и признаётся Такуто в любви и остаётся с ним 
Сэйю: Myco
Кэйити Вакаодзи (яп. 若王子 圭一 Вакао:дзи Кэйити) — лечащий врач Мицуки. Состоял в легендарной группе Route L. Впоследствии стал продюсером Полной Луны. Сэйю: Огава Тэруаки
Масами Осигэ (яп. 大重 正実 О:сигэ Масами) — менеджер Full Moon. Сэйю: Томоми Сэо
Кояма Фуцуки (яп. 神山 文月) — бабушка Мицуки. Сэйю: Кадзуко Сугияма
Мадока Вакамацу (яп. 若松 円 Вакамацу Мадока) — певица, соперница Full Moon. Сэйю: Kana
Имамура Судзу (яп. 今村鈴). — менеджер Мадоки Вакацуму. Сэйю: Рика Фуками
Кояма Хадзуки (яп. 神山葉月) — мама Мицуки. Сэйю: Хирокo Касахара
Аой Кога (яп. 古雅 葵) — отец Мицуки. Сэйю: Хироки Такахаси
Сакураи Эйти (яп. 桜井 英知) — первая любовь Мицуки. Он жил с ней в детском доме, но в середине аниме окажется, что он умер два года назад в автокатастрофе. Сэйю: Рёхэй Кимура

### Синигами
Такуто Кира (яп. 吉良 托人 Кира Такуто) — синигами. Состоял в группе Route L. У него была такая же болезнь как и у Мицуки Коямы. Он продолжал петь даже после того, как распалась группа Route L. Но после операции по удалению опухоли в горле, он больше не смог этого делать. Влюблен в Мицуки, долгое время отрицает это, так как любовь между Синигами и человеком, по его мнению, невозможна. В конце концов не смог сдержать свои истинные чувства и признаётся Мицуки в любви . В конце становится человеком и остаётся с ней .Сэйю: Сайто Ясуо
Мэроко Юи (яп. めろこ・ユイ) — синигами. Влюблена в Такуто. По началу нам показывают её как очень активную и беззаботную леди, но потом она становится очень добрым и милым ангелом. Сначала она пыталась сделать всё возможное чтобы Такуто и Мицуки не были вместе, но потом сдалась, ведь она не могла противостоять таким сильным чувствам. Сэйю: Тиэко Хонда
Идзуми Рио (яп. いずみ・リオ) — синигами. Влюблён в Мэроко. Сэйю: Мэгуми Огата
Джонатан — привидение, сопровождающее Идзуми.

## Аниме-сериал
Full Moon wo Sagashite — аниме-сериал, состоящий из 52 серий. Сериал впервые транслировался по телеканалу TV Tokyo с 6 апреля 2002 по 29 марта 2003.
| Список серий | Список серий | Список серий | Список серий |
| № серии      | Заглавие | Трансляция   |              |
| ------------ | --- | ------------ | ------------ |
| 01           | Тем не менее я хочу петь ~ Nonetheless, I want to Sing «Сорэ Дэмо Ута Итаи» (それでも歌いたい)                                          | 06.04.2002   |              |
| 02           | Эйти-кун и его обещание~ Eichi-kun and His Promise «Эити-кун то но дзякусоку» (英知くんとの約束)                                        | 13.04.2002   |              |
| 03           | Менеджер-сан прибыл~ Manager-san Has Arrived «Манэ:дзя:-сан га Кита» (マネージャーさんが来た)                                           | 20.04.2002   |              |
| 04           | Эти чувства в твоей песне~ Including Thoughts in the Song «Ута ни Комэта Омои» (詞にこめた思い)                                         | 27.04.2002   |              |
| 05           | Первая работа~ The First Job" «Хадзимэтэ но Осигото» (はじめてのお仕事)                                                                 | 04.05.2002   |              |
| 06           | Длинный день в студий~ The Long Day in the Studio" «Сутадзио но Нагаи Хи» (スタジオの長い日)                                            | 11.05.2002   |              |
| 07           | Дебют Полной Луны!~ Full Moon, Debut!" «Фуру Му:н Дэбдзю:» (フルムーン、デビュー!)                                                      | 18.05.2002   |              |
| 08           | Это настоящий хит?~ Is It Really A Hit? «Хито тэ Хонто:» (ヒットって本当?)                                                              | 25.05.2002   |              |
| 09           | Я недостаток в слушанье?~ I Wanted You To Listen? «Китэ Хоси но ни» (聞いてほしいのに)                                                  | 01.06.2002   |              |
| 10           | Правило для показа делового человека!? ~ The Law of Show Business!? «Геино:каи но Окитэ» (芸能界の掟!?)                                 | 08.06.2002   |              |
| 11           | Опасная линза ~ Dangerous Lens «Кикэн на Рензу» (危険なレンズ)                                                                          | 15.06.2002   |              |
| 12           | Рамен Неги и священный камень ~ Negi Ramen and the Saint's Stone «Нэги Ра:мэн то сеидзя но Исхи» (ねぎラーメンと聖者の石)               | 22.06.2002   |              |
| 13           | Очень маленький концерт ~ A Tiny Concert" «Титтяна Конса:то» (ちっちゃなコンサート)                                                     | 29.06.2002   |              |
| 14           | Дорога к разорению! заместитель управляющего ~ Go For Broke! Substitute Manager"" «Ганбарэ! Дари Манэ:дзя» (がんばれ! 代理マネージャー) | 06.07.2002   |              |
| 15           | Первый поцелуй!? ~ First Kiss!?"" «Фа:суто Кису» (ファースト・キス!?)                                                                   | 13.07.2002   |              |
| 16           | Соперник показался! ~ A Rival Appears!"" «Раибару То:дзё:» (ライバル登場!)                                                              | 20.07.2002   |              |
| 17           | Два других народа ~ Two Different People"" «Сурэдзигау Футари» (すれ違う二人)                                                           | 27.07.2002   |              |
| 18           | Бегом! На прослушивание! ~ Run! To The Audition!"" «Хасирэ! О:дисён э!» (走れ! オーディションへ!)                                       | 03.08.2002   |              |
| 19           | Этот голос из песни притягивается к нему ~ The Voice of a Song That Can't Reach Him"" «Тодоканаи Утагоэ» (届かない歌声)                 | 10.08.2002   |              |

- Синигами (死神) дословно означает «Бог смерти».
- Мицуки (満月) — имя главной героини переводится как «Полнолуние», отсюда Full Moon.